# Herre (localitate)
Herre este o localitate din comuna Bamble, provincia Telemark, Norvegia, cu o suprafață de 1,8 km² și o populație de 1.385 locuitori (2013).